# 丸山電気石
丸山電気石（まるやまでんきせき、英：Maruyamaite、マルヤマアイト）とは、カザフスタンのコクチェタフで発見された新鉱物。理想化学組成は、K(MgAl2)(Al5Mg)(BO3)3(Si6O18)(OH)3O。丸山電気石の名前は、プルームテクトニクスの提唱などの功績を残し、コクチェタフ超高圧変成帯研究プロジェクトのリーダーでもあった、丸山茂徳にちなんだ名前である。
模式地においては、電気石を約20％含む超高圧変成岩中に顕微鏡レベルで産出し、色は薄い褐色から褐色、モース硬度は7。
カリウムを多量に含んだ世界中でも非常にまれな電気石で、ダイヤモンドと共存できるほどの高圧下でも安定な電気石である。早稲田大学の清水連太郎（創造理工学研究科）と小笠原義秀（早稲田大学教育・総合科学学術院教授）により発見され、カナダ・マニトバ大学のF.C. Hawthorne教授らが構造解析を行った。高圧条件下で形成されるダイヤモンドと共存する電気石は、世界で初めての発見であった。